# Minnas
Minnas är en roman av Eyvind Johnson utgiven 1928.
Romanen skrevs 1927-1928 i Paris och Saint-Leu-la-Forêt. Handlingen utspelar sig i norrländsk småstad och är enligt författarens eget förord i en senare utgåva ”ett försök att skildra ungdomsstämning, ungdomsspänning, oro inför livet, osäkerheten och lusten att fly långt bort” och där ”en tidig läsning av Sigmund Freud och Marcel Proust har påverkat utformningen.”
Romanen var ursprungligen ett längre manuskript där en del av handlingen utspelar sig i himmelriket. Eyvind Johnson tvivlade dock på förläggaren skulle uppskatta dessa avsnitt och strök dem innan manuskriptet skickades till förlaget. Den fullständiga versionen utgavs först 1998 under originaltiteln Herr Clerk vår mästare.